# Christl Haas
Christl Haas (ur. 19 września 1943 w Kitzbühel, zm. 8 lipca 2001 w Manavgat) – austriacka narciarka alpejska, dwukrotna medalistka olimpijska oraz czterokrotna medalistka mistrzostw świata

## Kariera
Pierwszy sukces w karierze Christl Haas osiągnęła w 1960 roku, zdobywając mistrzostwo Austrii juniorów w zjeździe. W tym samym roku wygrała biegi zjazdowe w ramach Parsenn-Derby w szwajcarskim Davos i w ramach Coppa Femina we włoskim Abetone, a na zawodach Arlberg-Kandahar w Sestriere była druga w slalomie i kombinacji. W 1962 roku wystartowała na mistrzostwach świata w Chamonix, zdobywając złoty medal w zjeździe. W zawodach tych wyprzedziła bezpośrednio Włoszkę Pię Rivę o ponad 3 sekundy oraz Barbarę Ferries z USA o ponad 4,5 sekundy. Wystąpiła tam również w gigancie, zajmując ostatecznie czternaste miejsce.
Największe sukcesy osiągnęła jednak podczas rozgrywanych w 1964 roku igrzysk olimpijskich w Innsbrucku. Wywalczyła tam kolejny złoty medal w zjeździe, wyprzedzając tym razem dwie rodaczki: Edith Zimmermann oraz Traudl Hecher. Był to pierwszy przypadek, kiedy w olimpijskiej rywalizacji kobiet w narciarstwie alpejskim całe podium zajęły reprezentantki jednego kraju (w rywalizacji mężczyzn podczas ZIO 1956 Austriacy dokonali tego w gigancie). Na tej samej imprezie była także szósta w slalomie oraz czwarta w gigancie, w którym walkę o podium przegrała 0,75 sekundy z Jean Saubert z USA. Igrzyska w Innsbrucku były równocześnie mistrzostwami świata, jednak kombinację rozgrywano tylko w ramach drugiej z tych imprez. W konkurencji tej Haas wywalczyła srebrny medal, rozdzielając na podium Francuzkę Marielle Goitschel oraz Edith Zimmermann.
Z rozgrywanych dwa lata później mistrzostw świata w Portillo wróciła jednak bez medalu. Haas zajęła tam piąte miejsce w gigancie oraz 24. miejsce w slalomie. Wystąpiła także na igrzyskach w Grenoble w 1968 roku, zdobywając brązowy medal w biegu zjazdowym. Uległa tam jedynie innej Austriaczce, Oldze Pall oraz Isabelle Mir z Francji. W międzyczasie zadebiutowała w zawodach Pucharu Świata, pierwsze punkty zdobywając 1 lutego 1967 roku w Monte Bondone, gdzie była czwarta w slalomie. W walce o trzecie miejsce lepsza o 0,28 sekundy okazała się Traudl Hecher. W klasyfikacji generalnej sezonu 1966/1967 zajęła 23. miejsce. W zawodach tego cyklu trzykrotnie stawała na podium: 17 stycznia 1968 roku w Bad Gastein była druga w zjeździe, 27 stycznia w Saint-Gervais zajęła trzecie miejsce, a 23 lutego 1968 roku w Chamonix w tej samej konkurencji ponownie była druga. Dało jej to dziesiąte miejsce w klasyfikacji generalnej sezonu 1967/1968 oraz trzecie w klasyfikacji zjazdu, w której wyprzedziły ją Isabelle Mir i Olga Pall.
W 1960 roku Haas wygrała zjazd w ramach zawodów Parsenn-Derby w Davos, a cztery lata później była najlepsza w zjeździe na zawodach Silberkrugrennen w Bad Gastein. Ponadto w latach 1965-1966 wygrywała zjazd na zawodach SDS-Rennen w Grindelwald, a w 1966 roku była też najlepsza w zjeździe, slalomie i kombinacji na zawodach Arlberg-Kandahar w Mürren. Kilkukrotnie zdobywała medale mistrzostw Austrii, w tym złote w zjeździe w latach 1961, 1963 i 1966, kombinacji w latach 1964, 1966 i 1968, gigancie w 1964 roku i slalomie dwa lata później. W 1968 roku zakończyła karierę.
W 1976 roku wzięła udział w ceremonii otwarcia XII Zimowych Igrzysk Olimpijskich, wspólnie z saneczkarzem Josefem Feistmantlem zapalając znicz olimpijski. W 1996 roku otrzymała Odznakę Honorową za Zasługi dla Republiki Austrii.
Zmarła na zawał serca podczas wakacji w Turcji.

## Osiągnięcia

### Igrzyska olimpijskie
| Miejsce | Dzień     | Rok  | Miejscowość | Konkurencja | Czas biegu | Strata | Zwyciężczyni        |
| ------- | --------- | ---- | ----------- | ----------- | ---------- | ------ | ------------------- |
| 6.      | 1 lutego  | 1964 | Innsbruck   | Slalom      | 1:29,86    | +5,25  | Christine Goitschel |
| 4.      | 3 lutego  | 1964 | Innsbruck   | Gigant      | 1:52,24    | +1,62  | Marielle Goitschel  |
| 1.      | 6 lutego  | 1964 | Innsbruck   | Zjazd       | 1:55,39    | -      | -                   |
| 3.      | 10 lutego | 1968 | Grenoble    | Zjazd       | 1:40,87    | +0,64  | Olga Pall           |

### Mistrzostwa świata
| Miejsce | Dzień       | Rok  | Miejscowość | Konkurencja | Czas biegu | Strata    | Zwyciężczyni        |
| ------- | ----------- | ---- | ----------- | ----------- | ---------- | --------- | ------------------- |
| 12.     | 11 lutego   | 1962 | Chamonix    | Gigant      | 1:41,53    | +2,99     | Marianne Jahn       |
| 1.      | 17 lutego   | 1962 | Chamonix    | Zjazd       | 2:09,08    | -         | -                   |
| 6.      | 1 lutego    | 1964 | Innsbruck   | Slalom      | 1:29,86    | +5,25     | Christine Goitschel |
| 4.      | 3 lutego    | 1964 | Innsbruck   | Gigant      | 1:52,24    | +1,62     | Marielle Goitschel  |
| 1.      | 6 lutego    | 1964 | Innsbruck   | Zjazd       | 1:55,39    | -         | -                   |
| 2.      | 6 lutego    | 1964 | Innsbruck   | Kombinacja  | 34,82 pkt  | +5,29 pkt | Marielle Goitschel  |
| 24.     | 5 sierpnia  | 1966 | Portillo    | Slalom      | 1:30,48    | +8,50     | Annie Famose        |
| DNF     | 11 sierpnia | 1966 | Portillo    | Gigant      | 1:22,64    | -         | Marielle Goitschel  |
| 5.      | 14 sierpnia | 1966 | Portillo    | Zjazd       | 1:33,42    | +1,39     | Marielle Goitschel  |
| 3.      | 10 lutego   | 1968 | Grenoble    | Zjazd       | 1:40,87    | +0,64     | Olga Pall           |

### Puchar Świata

#### Miejsca w klasyfikacji generalnej
- sezon 1966/1967: 23.
- sezon 1967/1968: 10.

#### Miejsca na podium
1. Bad Gastein – 17 stycznia 1968 (zjazd) – 2. miejsce
2. Saint-Gervais – 27 stycznia 1968 (zjazd) – 3. miejsce
3. Chamonix – 23 lutego 1968 (zjazd) – 2. miejsce